# A Case of You

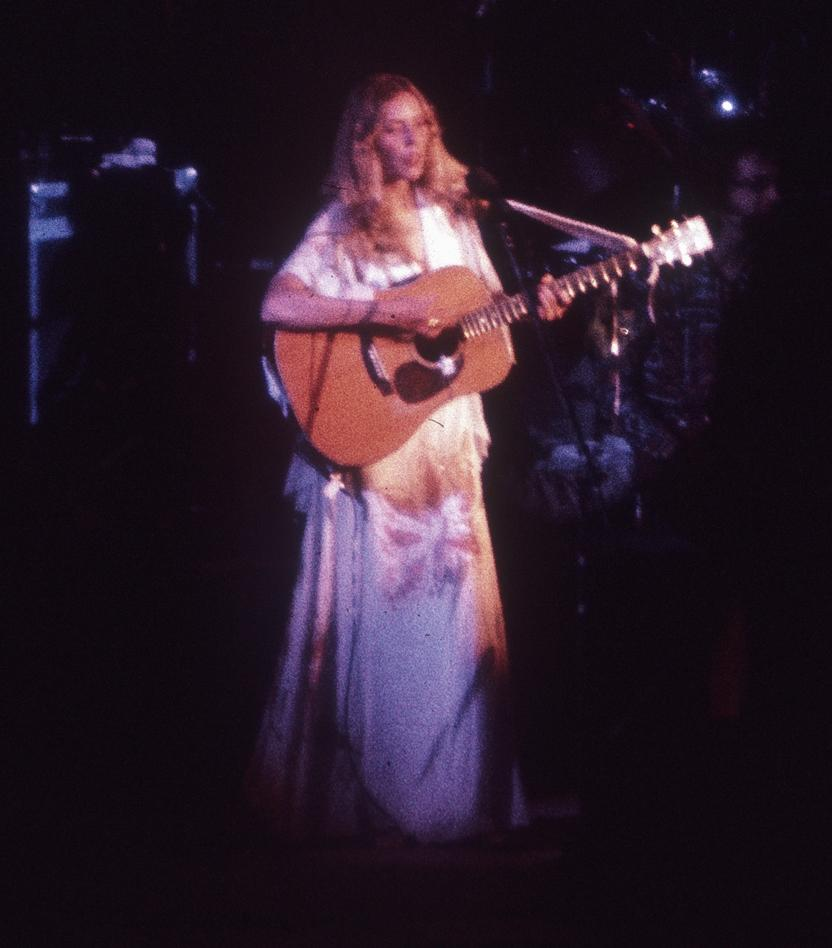
Joni Mitchell (1974)

A Case of You ist ein Lied von Joni Mitchell aus ihrem Album Blue von 1971.

## Text und Aufnahme
Mitchell schrieb A Case of You um 1970. 
Wenngleich sie bei vielen Liedern auf ihrem Album Blue auf die Trennung von Graham Nash anspielt, so ist dieser Song ein Zwiegespräch mit Leonard Cohen, mit dem sie 1967 eine kurze, intensive Beziehung hatte. Die Zeile „I am as constant as a northern star“ ist zwar eine Anspielung auf Caesars Ausspruch „I am constant as the Northern Star“ aus Shakespeares Drama Julius Caesar, aber zugleich ein Ausspruch, den Cohen mitunter auf sich selbst bezog. Auf Cohen, der wie Mitchell aus Kanada stammt, deuten auch die Zeilen: „I drew a map of Canada, oh Canada, with your face sketched on it twice.“ (Ich zeichnete eine Karte von Kanada, oh Kanada, auf der ich dein Gesicht zweimal skizzierte.) Die Zeile „Love is touching souls“ ist wiederum von dem österreichischen Dichter Rainer Maria Rilke inspiriert, dessen Liebeslied mit den Worten beginnt: „Wie soll ich meine Seele halten, dass sie nicht an deine rührt?“ Auf Rilke hatte sie ebenfalls Cohen aufmerksam gemacht.
Sie trug den Song beim Amchitka Greenpeace Benefizkonzert im Oktober 1970 vor. Die Aufnahme erfolgte 1971 für das Album Blue, auf dem Mitchell auf einem Appalachian dulcimer spielte, begleitet von James Taylor auf der akustischen Gitarre, die in Standardstimmung (E-A-D-G-H-E) gestimmt war, obwohl es auch Coverversionen gibt, die in offener G-Stimmung (D-G-D-G-H-D) gespielt wurden.
Mitchells früheste öffentliche Aufführungen von A Case of You enthalten sechs Zeilen, die sich zum Zeitpunkt der Aufnahme von Blue geändert hatten.

## Weitere Aufnahmen und Aufführungen
Später nahm Mitchell den Song für ihr Live-Album Miles of Aisles (1974) sowie für ihr Orchester-Album Both Sides Now (2000) auf. Sie spielte es auch regelmäßig auf ihrer Tournee 1983.
Die Originalaufnahme war auch auf Mitchells Kompilationsalbum Misses (1996) enthalten.

## Auszeichnungen und Ehrungen
2011 wurde A Case of You auf Platz 1 der Top-Titel von Künstlerinnen von den Hörern der BBC Radio 4 gewählt. 2021 wurde der Titel auf Platz 26 der Rolling-Stone-Liste Die 500 besten Songs aller Zeiten gewählt.

## Auszeichnungen für Musikverkäufe
| Land/Region                  | Auszeichnungen für Musikverkäufe (Land/Region, Auszeichnung, Verkäufe) | Verkäufe |
| ---------------------------- | ---------------------------------------------------------------------- | -------- |
| Vereinigtes Königreich (BPI) | Silber                                                                 | 200.000  |
| Insgesamt                    | 1× Silber ·                                                            | 200.000  |

## Coverversionen
Es gibt rund 440 Coverversionen des Titels:
- 2001: Diana Krall auf dem Album Live in Paris
- 2001: Jane Monheit auf dem Album Come Dream with Me
- 2002: Prince auf dem Album One Nite Alone
- 2004: K.d. lang auf ihrem Album Hymns of the 49th Parallel, einer Hommage an Joni Mitchell
- 2011: James Blake auf seiner EP Enough Thunder
- 2012: Ana Moura auf ihrem Album Desfado, eine Fado-Version, produziert von Tim Ries
- 2014: Gabrielle Aplin auf ihrer English Rain EP[9]